# Verband der Bayerischen Metall- und Elektro-Industrie

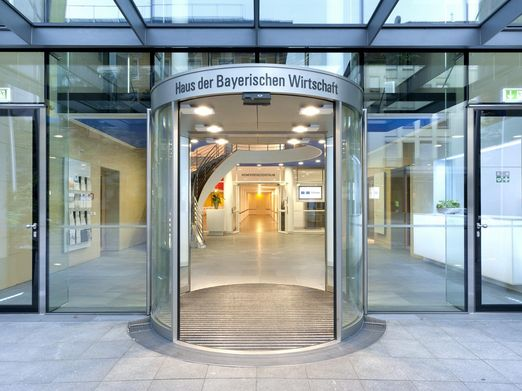
Foyer Haus der bayerischen Wirtschaft

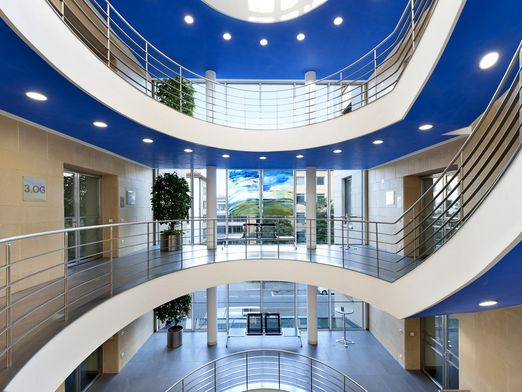
Atrium

Der vbm – Verband der bayerischen Metall- und Elektroindustrie e. V. ist ein Zusammenschluss von 691 Unternehmen der Metall- und Elektroindustrie in Bayern. Im Gegensatz zu seiner Schwesterorganisation, dem Bayerischen Unternehmensverband Metall und Elektro, sind im vbm ausschließlich tarifgebundene Unternehmen organisiert. Alle Mitgliedsbetriebe des vbm sind automatisch auch Mitglied im bayme und können alle dort angebotenen Services nutzen.
Der zentrale Zweck ist die Gestaltung und Verhandlung von Tarifverträgen mit den Gewerkschaften für zukunftsfähige und betriebswirtschaftlich sinnvolle Arbeitsbedingungen. In der Fläche ist der vbm mit bayernweit sieben Geschäftsstellen in Augsburg, Coburg, München, Nürnberg, Regensburg, Passau und Würzburg vertreten.
Aktuell sind 483.378 Beschäftigte und 17.093 Azubis in Mitgliedsunternehmen des vbm beschäftigt. Der Verband ist Mitglied der Vereinigung der Bayerischen Wirtschaft.

## Struktur

### Regional
Der vbm orientiert sich hinsichtlich ihrer regionalen Untergliederung an den bayerischen Regierungsbezirken und hat somit sieben regionale Bezirksgruppen. Diese befinden sich in:
- Nürnberg (Mittelfranken)
- Passau (Niederbayern)
- München (Oberbayern)
- Coburg (Oberfranken)
- Regensburg (Oberpfalz)
- Augsburg (Schwaben)
- Würzburg (Unterfranken)

Daneben unterhält der vbm Verbindungsbüros in Brüssel und New York.

### Organisatorisch
Die Hauptgeschäftsstelle im Haus der bayerischen Wirtschaft in München ist in folgende Abteilungen organisiert:
- Zentrale Dienst
- Tarif, Kollektive Arbeitsbedingungen, Arbeitswissenschaft
- Grundsatzabteilung Recht
- Planung und Koordination
- Bildung und Integration
- Regionen und Services
- Operations, Marketing, IKT, Chief Digital Officer
- ibw – Informationszentrale der Bayerischen Wirtschaft e. V.

## Netzwerke
Mitglied bei Gesamtmetall, dem deutschen Dachverband der M+E Arbeitgeber. Über die vbw hat der vbm direkte Verbindungen zu anderen bayerischen Unternehmensverbänden und auf Bundesebene zum Bundesverband der Deutschen Industrie (BDI), zur Bundesvereinigung der Deutschen Arbeitgeberverbände (BDA) sowie zu weiteren Verbänden.
Weitere Partner:
- procedo M+E by gps GmbH
- KME – Kompetenzzentrum Mittelstand GmbH
- ibw – Informationszentrale der Bayerischen Wirtschaft e. V.
- mbw – Medienberatung der Wirtschaft GmbH
- hbw – Haus der Bayerischen Wirtschaft
- Forschungsinstitut Betriebliche Bildung (f-bb) gemeinnützige GmbH
- Vorsprung durch Bildung – eine Initiative der Bayerischen Wirtschaft
- Bildungswerk der Bayerischen Wirtschaft (bbw) gemeinnützige GmbH
- Berufliche Fortbildungszentren der Bayerischen Wirtschaft (bfz) gemeinnützige GmbH
- Online-Börse Kooperation Schule-Wirtschaft
- AKTIV Wirtschaftszeitung
- Service und Beratung für den Mittelstand GmbH
- Zentrum für Arbeitsbeziehungen und Arbeitsrecht
- INSM Initiative Neue Soziale Marktwirtschaft GmbH
- Institut der deutschen Wirtschaft Köln e. V. (IW)

## Projekte
Im Praxistest überprüft der Verband Ideen und neue Konzepte. Die meisten Projekte werden in den Mitgliedsbetrieben umgesetzt. Sie nutzen insoweit direkt den mitwirkenden Mitgliedsunternehmen und werden über Berichte, Leitfäden und bei Veranstaltungen allen Mitgliedern zugänglich gemacht. 

## Sonstiges
Der Verband ist der größte Metall- und Elektro-Industrie-Verband in Deutschland. Über 800.000 Menschen sind in der bayerischen Metall- und Elektroindustrie beschäftigt.
Der vbm ist der größte Parteispender in Deutschland und hat seit dem Jahr 2000 mehr als fünf Millionen Euro an deutsche Bundestagsparteien gespendet, davon (zwischen 2002 und 2011) 0,47 Mio. Euro an die FDP und 3,69 Mio. Euro an die CSU. Im Vorfeld der Bundestagswahl 2025 spendete der Verband zum Jahresende 2024 an SPD (35.001 Euro), FDP (50.000 Euro), Freie Wähler (66.000 Euro) und CSU (341.000 Euro).